# Związek Hellenów
Związek Helleński, zwany też Związkiem Hellenów – przymierze polis greckich powstałe w 481 p.n.e. Zostało utworzone w obliczu zagrożenia ze strony imperium perskiego, które przygotowywało się do inwazji na Grecję. Przedstawiciele polis zdecydowanych stawić opór Persom zebrali się na Przesmyku Korynckim i złożyli przysięgę o utworzeniu sojuszu. Podjęto także decyzję o zakończeniu wszystkich wojen między członkami związku (m.in. długotrwałego konfliktu między Atenami i Eginą) i przekazaniu dowództwa jego armii i floty Spartiatom (większość członków sojuszu wchodziła także w skład kierowanego przez Spartę Związku Peloponeskiego). Pojawiła się sugestia, że to Ateny powinny dowodzić flotą związku, ale została odrzucona.
Ciałem administracyjnym Związku był Kongres, który miał szerokie kompetencje. W skład Związku oprócz polis Związku Peloponeskiego i Aten wchodziły m.in.: Orchomenos, Plateje, Egina. Związek grupował w sumie 31 polis.